# Österbybruk
Österbybruk er et byområde i Östhammars kommun i Uppsala län i Sverige. I slutningen af 2010 havde byen 2.272 indbyggere. De større tilkørselsveje er länsvag 290 og 292.

## Historie
I 1400-tallet tilhørte Österby gård Örbyhus, som igen var ejet af Vasa-slægten. Gustav Vasa anlagde med hjælp af hovedsageligt tyske eksperter et jernværk specaliseret i krigsmateriel. I 1600-tallet kom Österbybruk i 1643 sammen med Lövstabruk og Gimo i Louis de Geers eje. Ostindiska Kompaniets ejer Claes Grill overtog værket i 1758, da Antoine De Geer døde. I 1802 overlod Anna Johanna Grill halvdelen af værket til Per Adolf Tamm, da hun forelskede sig i hans modstand mod Gustav 4. Adolfs skatteforhøjelser og han dermed agtede at frasige sig adelskabet. I 1821 stod Per Adolf Tamm som eneste ejer af Österbybruk, som blev ejet indenfor slægten frem til 1916. Det blev derefter overtaget af Gimo-Österby Bruks AB (indgik fra 1927 i Fagersta Bruks-koncernen). I 1983 blev virksomheden nedlagt, men lever dog videre gennem Österby Gjuteri AB som stadigvæk bruger stemplet med begge ringene som i mere end 250 år har kendetegnet kvalitetsjern fra Österby. I 2012 genindviedes Dannemora miner, men de gik konkurs i 2015 og er i dag ikke i drift.
Tidligere gik den smalsporede Dannemora-Hargs jernbane gennem Österbybruk. Persontrafikken ved Österbybruks jernbanestation ophørte omkring 1960. Banen blev udvidet til normalspor i 1970'erne og bruges i dag til godstrafik til og fra havnen i Hargshamn.

## Bebyggelsen
Byen rummer skole, børnehave, butikker (antik, børnetøj, blomster, byggeri og indretning, fisk, garn, ICA, jern og byggeri, tøj, kunsthåndværk, Konsum, loppemarked, genbrugsbutik og dyrehandel), apotek, postbutik, spilbutik, Systembolagsombud, yoga, massører, fodpleje, tandlæge, tatovør, lægehus, hjemmebageri, pizzeriaer, grillbar, restaurant og hotel GammelTammen, asiatisk restaurant, svømmehal, tennishal, bibliotek, bedemand, autoværksteder, bilforhandler, dækværksted, frisører, galleri, glaspusteri, mekaniske værksteder, booking- og guidevirksomhed, bad med campingplads, stenbutik, tankstation, vævestue, udendørs idræt, oplyst motionssti, præpareret skøjtebane og isbar.

### Österbybruk Folkets hus och Park
Österbybruk Folkets hus og Folkets Park findes i byen. I 1922 dannedes foreningen Folkets hus förening Österby-Dannemora, og i 1983 dannedes en ny forening udelukkende for Österbybruk. I 2007 blev bygningerne malet om.

### Bankvæsen
Byen havde tidligere to bankfilialer. Swedbank nedlagde deres filial den 20. april 2018. I marts 2021 blev det meddelt at også Handelsbanken skulle nedlægges i Österbybruk, hvorefter byen står uden bankkontor.

## Begivenheder
Hvert år i juni afholdes et nøgleharpestævne med spillemandskonkurrencer i nøgleharpe i parken ved Österbybruks herregård. Nyckelharpstämman og Gillestämman, til minde om værkets kendte spillemand Hans Gille, er i dag slået sammen til ét stævne. Den anden weekend i august afholdes den årlige Eldfesten. Næsten hver weekend fra maj til september afholdes der auktioner i herregårdsparken.

## Seværdigheder
Seværdigheder er herregårdsområdet med park, dam og smedebolig, udstillinger i Ånghammaren og et frilandsmuseum.

## Karl Kilbom
Den kommunistiske, senere socialdemokratiske politiker Karl Kilbom blev født i Österbybruk i 1885 og en af byens hovedgader bærer i dag hans navn, Karl Kihlboms väg (med gammel stavning). Den første del af Kilboms memoiretrilogi Ur mitt livs äventyr handler om hans opvæksttid i Österbybruk.